# Munții Almăjului

Prelucrare 3D pentru Munţii Almăjului

Munții Almăjului (sau Almaj, sau Almajului, maghiară az Almás-hegység, germană Almasch-Gebirge) sunt o grupă muntoasă a Munților Banatului aparținând de lanțul muntos al Carpaților Occidentali. Cel mai înalt pisc este Vârful Svinecea Mare, având 1.224 m. 

## Legături externe
- Bazinul hidrografic Eșelnița, unibuc.ro